# Alexander Wetmore
Frank Alexander Wetmore (18 giugno 1886 – 7 dicembre 1978) è stato un ornitologo, paleontologo e biologo statunitense. È stato il sesto segretario della Smithsonian Institution.

## Biografia
Wetmore studiò presso l'Università del Kansas, ma in seguitò si trasferì all'Università George Washington, dove si laureò.
Nel 1910 Wetmore iniziò a lavorare per conto del Governo, come membro del Biological Survey del Dipartimento dell'Agricoltura.
Nel 1915 studiò gli effetti mortali che hanno i proiettili di piombo sugli uccelli acquatici. Contemporaneamente, i suoi studi di paleontologia lo portarono a scoprire i resti fossili degli uccelli Palaeochenoides mioceanus e Nesotrochis debooyi.
Nel 1924, Wetmore si aggregò alla Smithsonian Institution come sovrintendente dello Zoo Nazionale di Washington. Nel 1925, Wetmore venne nominato segretario assistente della Smithsonian Institution, della quale fu segretario tra il 1945 e il 1952. Nel 1939 venne eletto Membro Corrispondente dell'Unione Reale degli Ornitologi Australasiatici.
Tra le sue opere ricordiamo A Systematic Classification for the Birds of the World (1930, revisionata nel 1951 e nel 1960). La classificazione tassonomica degli uccelli stilata da Wetmore venne accettata ovunque, e rimase popolare fino alla fine del XX secolo.
Tra il 1946 e il 1966 Wetmore effettuò una serie di viaggi a Panama per studiare e raccogliere esemplari degli uccelli che vivevano nella regione dell'istmo. La sua opera in 4 volumi Birds of the Republic of Panama venne pubblicata dalla Smithsonian tra il 1965 e il 1984 (l'ultimo volume uscì postumo).
Il suo nome viene ricordato da alcuni taxa di uccelli, tra i quali il genere Alexornis, risalente al Cretaceo, e le tanagre Wetmorethraupis sterrhopteron e Buthraupis wetmorei. Anche insetti, mammiferi, anfibi, molluschi e una pianta (un cactus dell'Argentina), portano il suo nome, così come un ponte a Panama e il ghiacciaio Wetmore dell'Antartide.
I suoi scritti e la registrazione orale della sua autobiografia sono conservati presso la Smithsonian Institution.